# Барс-8
ББМ «Барс-8» — броньований автомобіль виробництва української корпорації «Богдан» спільно з НВО «Практика». Виконаний на шасі Dodge Ram.
У лютому 2019 року успішно завершив програму державних випробувань.

## Історія
Прототип «Барс-8» розробили на початку 2015 року. Він став новою розробкою Черкаського автомобільного заводу Корпорації «Богдан» після створеного у стислі терміни бронеавтомобіля «Барс» для потреб української армії, що відчувала брак техніки у зв'язку з російською агресією.
Бронеавтомобіль був виконаний на платформі пікапу Dodge Ram, мав масу у 8 тон. Забезпечував рівень захисту Stanag 4569 Level 2, був обладнаний 6,7-літровим дизелем Cummins потужністю 385 к.с. «Барс-8» позиціювався як конкурент KrAZ Spartan.
На початку квітня 2015 року «Барс-8» був продемонстрований разом із «Барс-6» на полігоні у Нових Петрівцях навчального центру НГУ для президента України Петра Порошенка.
У жовтні 2015 року автомобіль було представлено на виставці «Зброя та безпека» у Києві.
- На виставці «Зброя та безпека 2015»
- Прототип мінометного комплексу на виставці «Зброя та безпека 2016»

В січні 2017 року Міністерство оборони України анонсувало державні випробування тактичного броньованого автомобіля типу «Барс», які планується розпочати вже у лютому того ж року. За результатами випробувань буде прийнято рішення щодо можливості закупівлі цієї техніки для Збройних Сил України.
Машина Барс-8 демонструвалась на профільній виставці в ОАЕ IDEX-2017 в лютому 2017 року.

### Завершення державних випробувань
В лютому 2019 року бронеавтомобіль «Барс-8» успішно завершив програму державних випробувань, яка тривала понад два роки. «Барс-8» став другою ББМ в Україні після бронеавтомобіля «Козак-2» (НВО «Практика»), яка пройшла державні випробування. Під час випробувань ББМ «Барс-8» пройшла усі етапи — ходові випробування, проходження бродів, подолання бездоріжжя, підйомів та спусків, зручність десантування, ведення вогню, випробування підривом, балістичну стійкість та ряд інших важливих тестів. За підсумками держвипробувань «Богдан Моторс» планує постачати «Барс-8» Збройним силам України та просуватиме бронеавтомобіль на зовнішніх ринках.
В січні 2019 року дослідний зразок № 3 машини «Барс-8ММК» разом з мобільною мінометною системою ALAKRAN UKR-MMC, що призначена для встановлення на цей дослідний зразок, була відправлена компанією «Укроборонсервіс» до іспанської компанії Everis Aeroespacial Y Defensa S.L, — партнера у створенні мобільної мінометної системи.

## Опис
Барс-8 має захист класу STANAG 4569 Level 2. На машину, що розроблена на основі пікапа Dodge Ram, планується встановлювати турбодизельний двигун американського виробництва Cummins об'ємом 6.7 л і потужністю 385 к.с. Бронеавтомобіль має колісну формулу 4×4. Максимальна швидкість «Барс-8» обмежена відміткою 110 км/год. Кількість місць — 8 + 2. Машина здатна долати підйоми з нахилом 60 % і бічні схили в 20-40 %. Автомобіль проїжджає броди глибиною до 76 см, завдяки кліренсу в 280 мм може рухатися по глибокій колії.

### Модифікації
На «Барсах» можуть бути встановлені різні бойові модулі. На виставці «Зброя та безпека-2016» був представлений 120-мм мобільний мінометний комплекс на базі бронеавтомобіля «Барс-8». Крім того «Барс» може бути виконаний у розвідувальній модифікації (з комплексом наземної розвідки «Джеб» та комплексом РЕБ «Анклав») та варіанті санітарно-евакуаційного автомобіля.
Машина артилерійської розвідки Барс-8АР
На XV Міжнародній спеціалізованій виставці «Зброя та безпека 2018» був представлений варіант «Барс-8АР» — машина артилерійської розвідки на базі бронеавтомобіля «Барс-8». Дана машина обладнана розвідувальним комплексом на базі БпЛА «Лелека» (дальність розвідки до 10 км) та оптичним приладом розвідки ЛПР-1 (модернізований лазерний прилад розвідки, з дальністю 7 км). Також на машину встановлено комплекс виявлення цілей за звуком пострілу.
Мобільний 120-мм міномет Барс-8ММК
В жовтні 2018 року прототип мобільного мінометного комплексу був представлений секретарю РНБО України Олександру Турчинову під час випробувань. Барс-8ММК (у складі 120-мм автоматизованого мобільного мінометного комплексу UKR-MMC) возить боєзапас із 60 споряджених до стрільби мін, підготовка до стрільби з похідного положення — 1 хвилина. Покинути вогневу позицію комплекс здатен за 20 секунд. Обслуга складається з трьох чоловік. Здатен працювати в єдиній системі з машиною артилерійської розвідки.

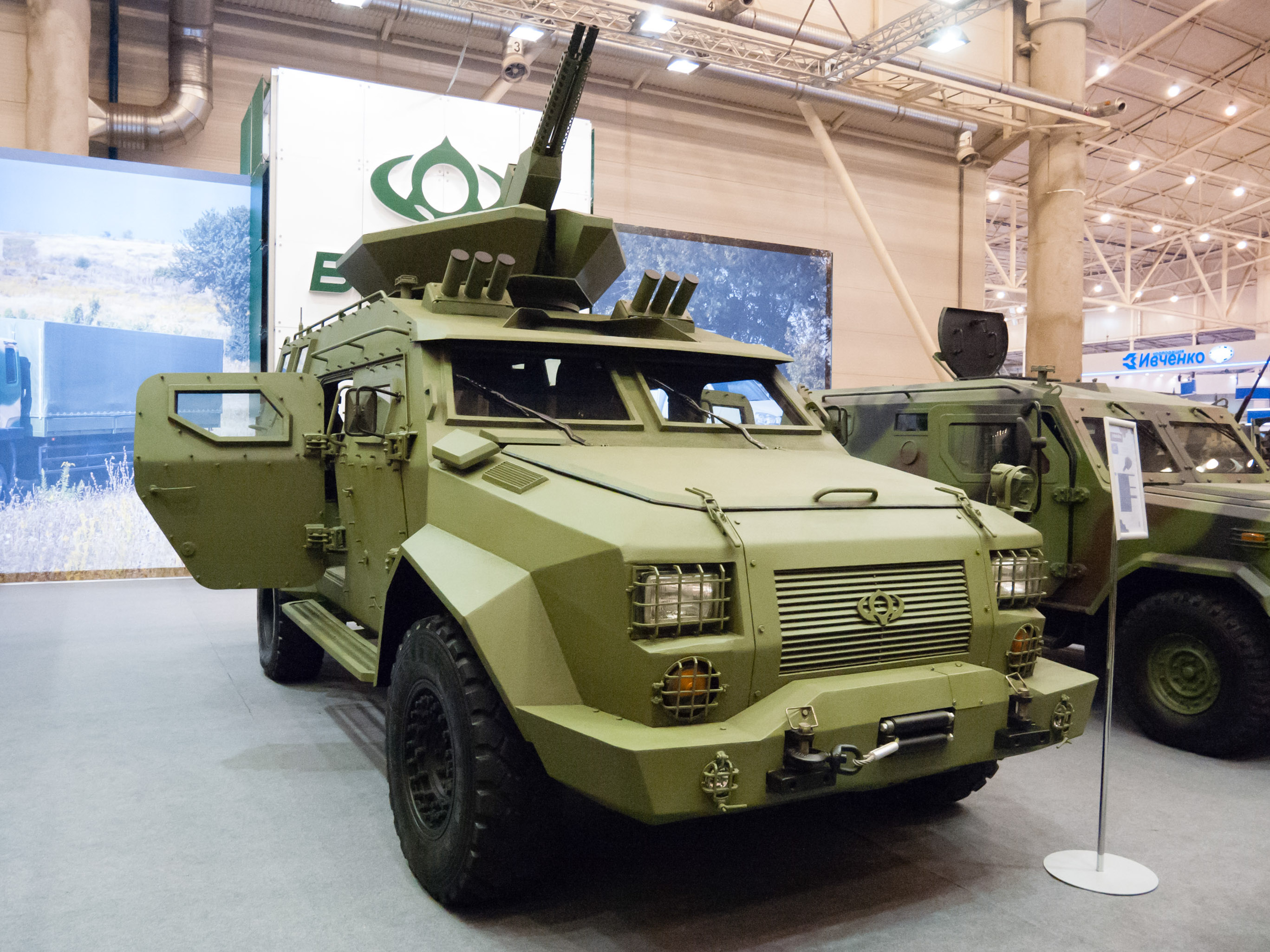
«Барс-8» з бойовим модулем «Тайпан». 2016 р.
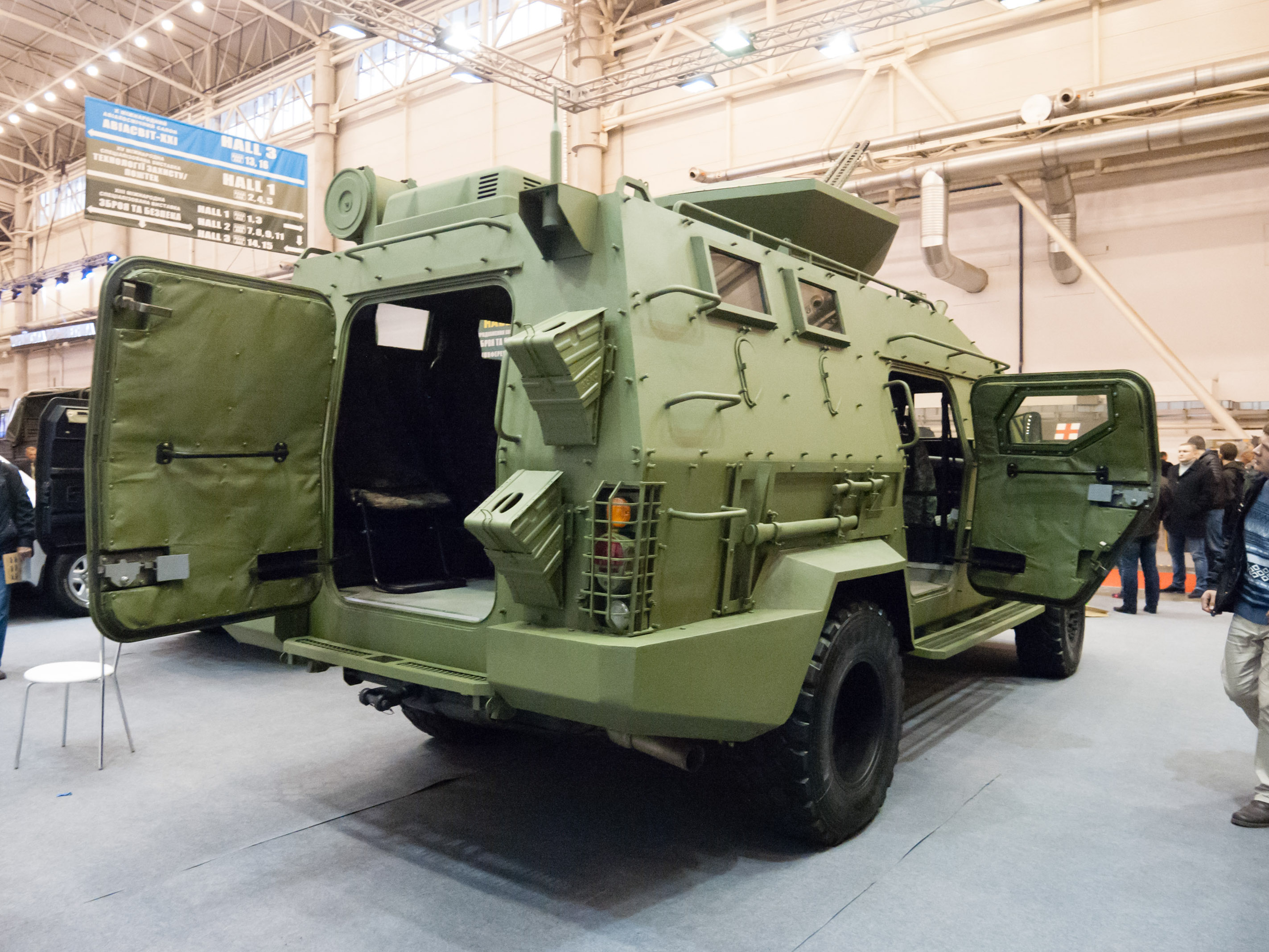
«Барс-8» позаду. 2016 р.
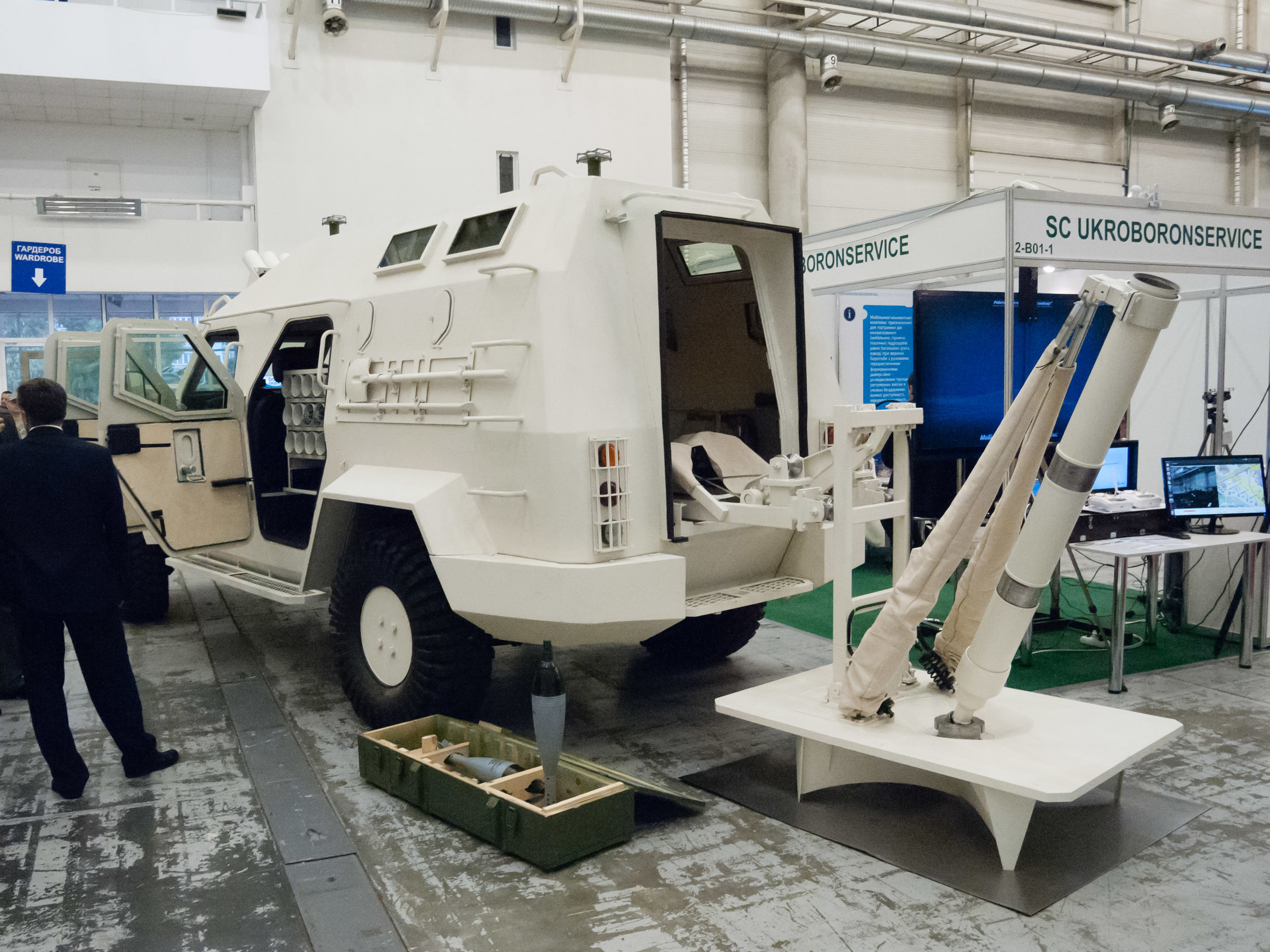
Прототип мобільного мінометного комплексу на базі «Барс-8». 2016 р.

### Відео
- ТЕХНІКА ВІЙНИ № 51. 204 бригада. Бронемашина Барс-8 [Архівовано 26 листопада 2016 у Wayback Machine.] // Військове телебачення України, 8 жовтня 2016